# Андерсон, Бобли
Бобли Андерсон Аллегне (фр. Bobley Anderson Allègne; родился 3 марта 1992 года в Ла Боа, Кот-д’Ивуар) — ивуарийский футболист, атакующий полузащитник.

## Клубная карьера
Андерсон выпускник футбольной школы клуба «АФАД». В 2010 году он был включен в заявку команды на участие в чемпионате Кот-д’Ивуара. В своем первом сезоне Бобли помог клубу завоевать серебряные медали первенства, а в 2012 году дебютировал за команду в африканской Лиге чемпионов. 19 февраля в матче против конголезского «Дьябль Нуар» он забил свой первый гол за клуб на международном уровне.
В июне 2012 года Андерсон перешёл в марокканский «Видад» за 200 тыс. дирхам. За команду Бобли провёл 24 матча и 3 забил три мяча.
В июле 2013 года Андерсон подписал пятилетний контракт с испанской «Малагой». 17 августа в матче против «Валенсии» Бобли дебютировал в Ли Лиге. Зимой 2014 года Бобли на правах аренды перешёл в бельгийский «Зюлте-Варегем». 2 февраля в матче против «Локерена» он дебютировал в Жюпиле лиге. Андерсон помог команде выйти в финал Кубка Бельгии. После окончания срока аренды он вернулся в Испанию.

## Международная карьера
В январе 2012 года Андерсон дебютировал за молодёжную сборную Кот-д’Ивуара в товарищеском матче против сборной Нигера.